# Felix Pappalardi
Felix Pappalardi (30. prosince 1939 New York – 17. dubna 1983 New York) byl americký hudební producent, skladatel, zpěvák a baskytarista.

## Kariéra

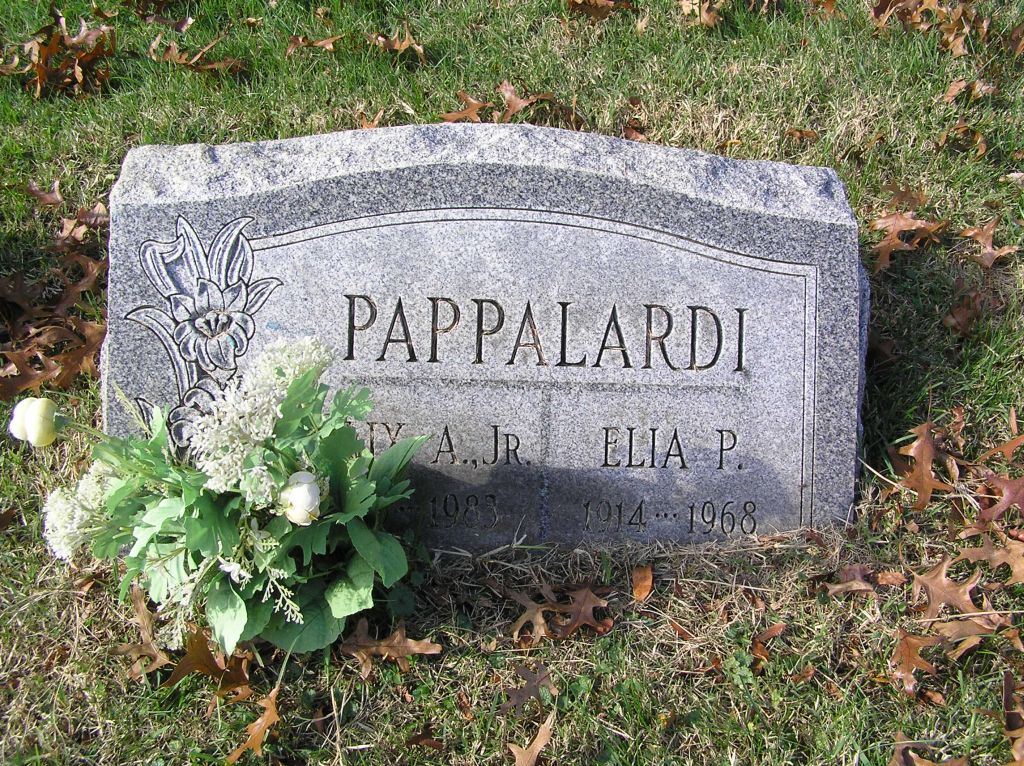
Hrob Felixe Pappalardiho na Woodlawn Cemetery v Bronxu

Pappalardi byl znám jako producent skupiny Cream, práci producenta začal jejich druhým albem, Disraeli Gears. Pappalardi je však znám i jako baskytarista, zpěvák a zakládající člen americké hard rockové skupiny Mountain. Jejich "Mississippi Queen" je stále pravidelně slyšet na klasických rockových radiostanicích.
Pappalardi studoval klasickou hudbu na univerzitě v Michiganu. Po dokončení studií a návratu do New Yorku nemohl najít práci a tak se stal součástí scény folk-music Greenwich Village, kde si vybudoval pověst šikovného aranžéra, pracoval pak na albech Toma Paxtona a Freda Neila vydávaných společností Elektra Records. Odtud přešel k práci producent, zpočátku se zaměřoval na folkové a folk-rockové umělce jako The Youngbloods a Joan Baez. Avšak hlavní uznání mu přinesla jeho práce se skupinou Cream koncem 60. let.
Pappalardi byl nucen odejít na odpočinek kvůli částečné hluchotě, kterou získal na hlasitých představeních, kdy vystupoval se skupinou Mountain. Pokračoval však ve studiové práci a vydal své vlastní sólové album a album se skupinou Blues Creation.
Pappalardi byl zastřelen svou ženou Gail Collins Pappalardi 17. dubna 1983 v jejich bytě na Manhattanu. Gail byla obžalována z vraždy. Hájila se, že to byla nešťastná náhoda a byla odsouzena za neúmyslné zabití. Pappalardi je pohřben vedle hrobu své matky na Woodlawnském hřbitově v Bronxu, New Yorku.

## Vybraná diskografie
Práce se skupinou Mountain, viz jejich stránka.
- 1976: Creation (ve spolupráci s japonskou rockovou skupinou Blues Creation)
- 1979: Don't Worry, Ma

### Jako producent
- 1967: The Youngbloods - The Youngbloods
- 1967: Cream - Disraeli Gears
- 1968: Bo Grumpus - Before the War
- 1968: Kensington Market - Avenue Road
- 1968: Cream - Wheels of Fire
- 1969: Cream - Goodbye
- 1969: Kensington Market - Aardvark
- 1969: Leslie West - Mountain
- 1969: Jack Bruce - Songs For a Tailor
- 1969: Jolliver Arkansaw - Home
- 1969: David Rea - Maverick Child
- 1973: Bedlam
- 1975: The Flock - Inside Out
- 1976: Natural Gas - Natural Gas
- 1977: Gasolin' - Killin' Time
- 1977: Jesse Colin Young - Love on the Wing
- 1978: The Dead Boys - We Have Come for Your Children
- 1982: George Flowers & Gary Byrd - The Day That Football Died

### Ostatní vystoupení a příspěvky
- 1963: Vince Martin and Fred Neil – "Tear Down the Walls" hra na Guitarron a doprovodný zpěv
- 1965: Richard & Mimi Fariña – Reflections in a Crystal Wind – baskytara
- 1966: Buffy Sainte-Marie – Little Wheel Spin and Spin – uváděn jako "aranžér instrumentálního souboru a dirigent" na "Timeless Love"
- 1966: Ian and Sylvia – Play One More – baskytara
- 1967: The Devil's Anvil – Hard Rock From the Middle East – basová kytara, kytara, tamburína , bicí a zpěv, uveden jako "aranžér a hudební vedoucí"
- 1967: Jackie Washington – Morning Song – uveden jako "vedoucí sboru"
- 1968: Bo Grumpus – Before the War – klávesy, trubka , baskytara, kytara, perkusy, okarina
- 1968: Kensington Market – Avenue Road – zpěv na "Aunt Violet's Knee"
- 1969: Kensington Market – Aardvark – baskytara, klavír, trumpeta, varhany
- 1969: Jolliver Arkansaw – Home – klávesy, kytar, okarína a baskytara na "Hatred Sun"
- 1970: Ian and Sylvia – Greatest Hits – baskytara
- 1970" Fred Neil – Little Bit of Rain – baskytara
- 1971: John Sebastian – The Four of Us – baskytara na "Apple Hill"
- 1971: Richard & Mimi Fariña – The Best of Richard & Mimi Fariña – baskytara
- 1973: Bedlam – Bedlam – klávesy, uveden jako textař na "Looking Through Love's Eyes (Busy Dreamin')"
- 1975: The Flock – Inside Out – doprovodný zpěv na "Straight Home"
- 1977: Jesse Colin Young – Love on the Wing – doprovodný zpěv a smyčcové aranže na "Drift Away" and "Fool", aranže lesních rohů na "Louisiana Highway"